# Vetas
Vetas is een gemeente in het Colombiaanse departement Santander. De gemeente telt 1709 inwoners (2005).